# Wylde Glacier
Wylde Glacier är en glaciär i Antarktis. Den ligger i Östantarktis. Nya Zeeland gör anspråk på området. Wylde Glacier ligger 40 meter över havet.
Terrängen runt Wylde Glacier är varierad. Wylde Glacier ligger nere i en dal. Trakten är obefolkad. Det finns inga samhällen i närheten. 